# Флоренц (станция метро)
Флоренц (чеш. Florenc; до 22 февраля 1990 года — Соколовска (чеш. Sokolovská)) — станция пражского метрополитена на Линии B и C. Станция линии C была открыта 9 мая 1974 года, линии B — 2 ноября 1985 года. Рядом со станцией расположен одноимённый автовокзал.

## Характеристика станции линии B
Станция линии B — трехсводчатая, с завышенным средним туннелем. Глубина заложения платформы — 39 метров, проходит под станцией линии C. До 1990 года станция была конечной. Постороена в 1977—1985 годах. На станцию было потрачено 560 миллионов чешских крон.
На станции два выхода: один ведёт на поверхность, другой — на станцию линии C.

### Наводнение 2002 года
В августе 2002 года станция была залита водой. В это время на станции линии "В" находилось два поезда, которые было решено отправить на конечную станцию — Депо Зличин, либо на станции, находившиеся выше (под Высочанами). Позже составы были модернизированы на заводе Шкоды в Пльзене. Зал станции линии "С" был также затоплен. В 2003 году Флоренц стала последней станцией, открытой после устранения последствий наводнения.

## Характеристика станции линии C
На строительство станции в 1969—1974 годах ушло 210 миллионов чешских (чехословацких) крон. Станция линии C также была конечной до 1984 года, когда был открыт участок до станции Надражи Голешовице.

## Архитектура и оформление

### Вестибюли
- Северный (Severní), наземный.
- Южный (Jižní), подземный, ведёт в Пассаж, который соединяет оба вестибюля. Выходы из него ведут к автовокзалу и к улицам района Карлин.

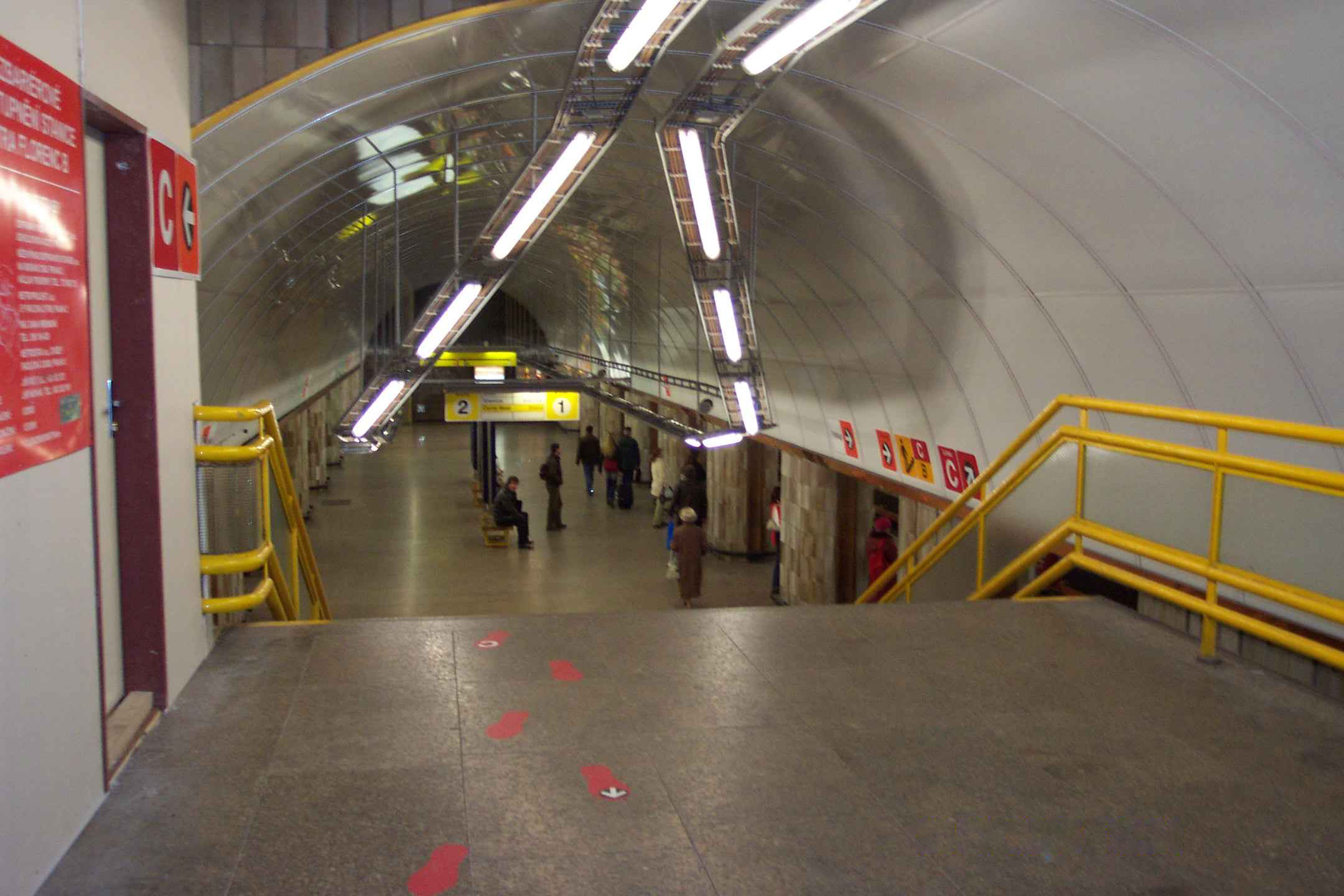
Платформа линии B
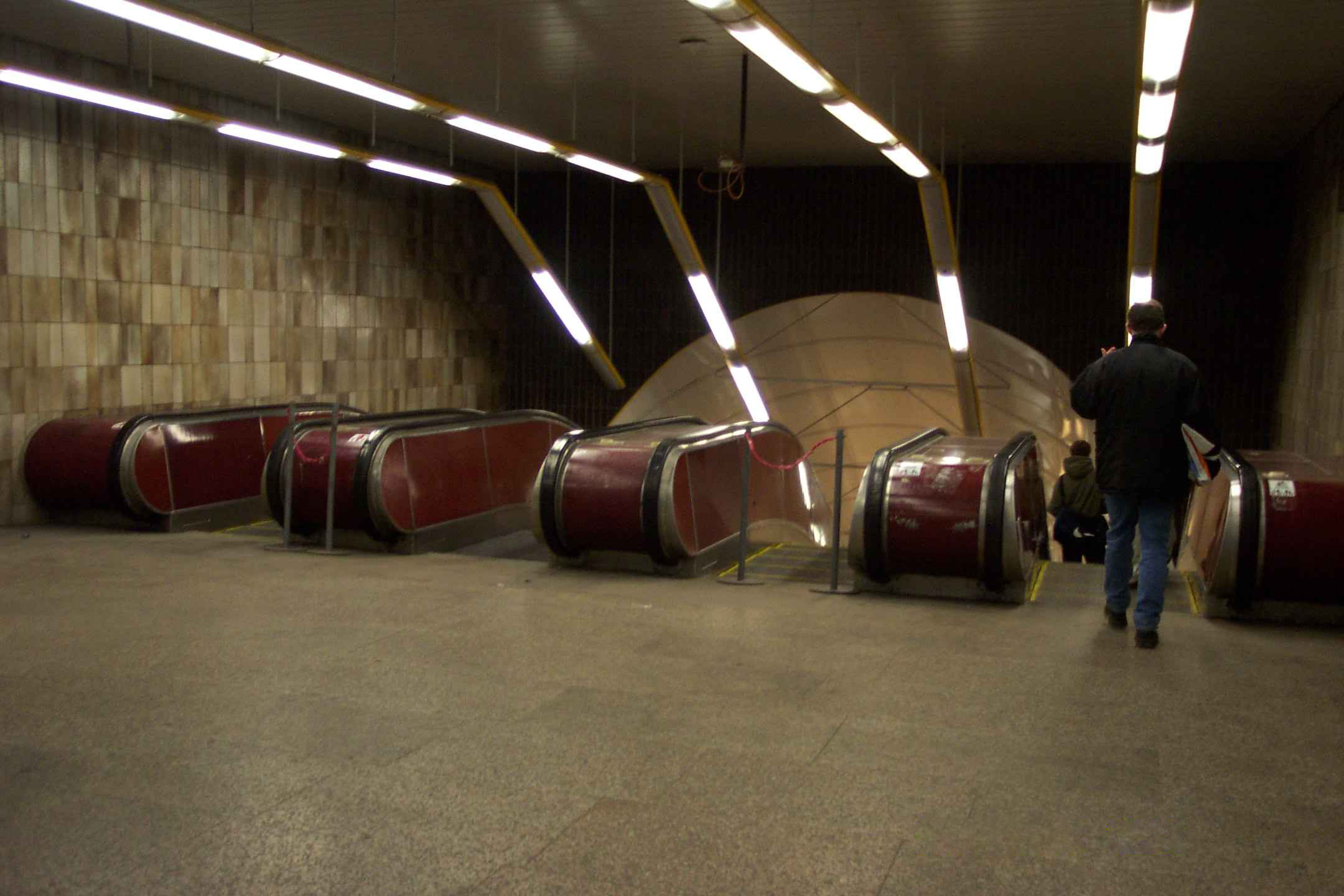
Эскалаторы между линиями B и C
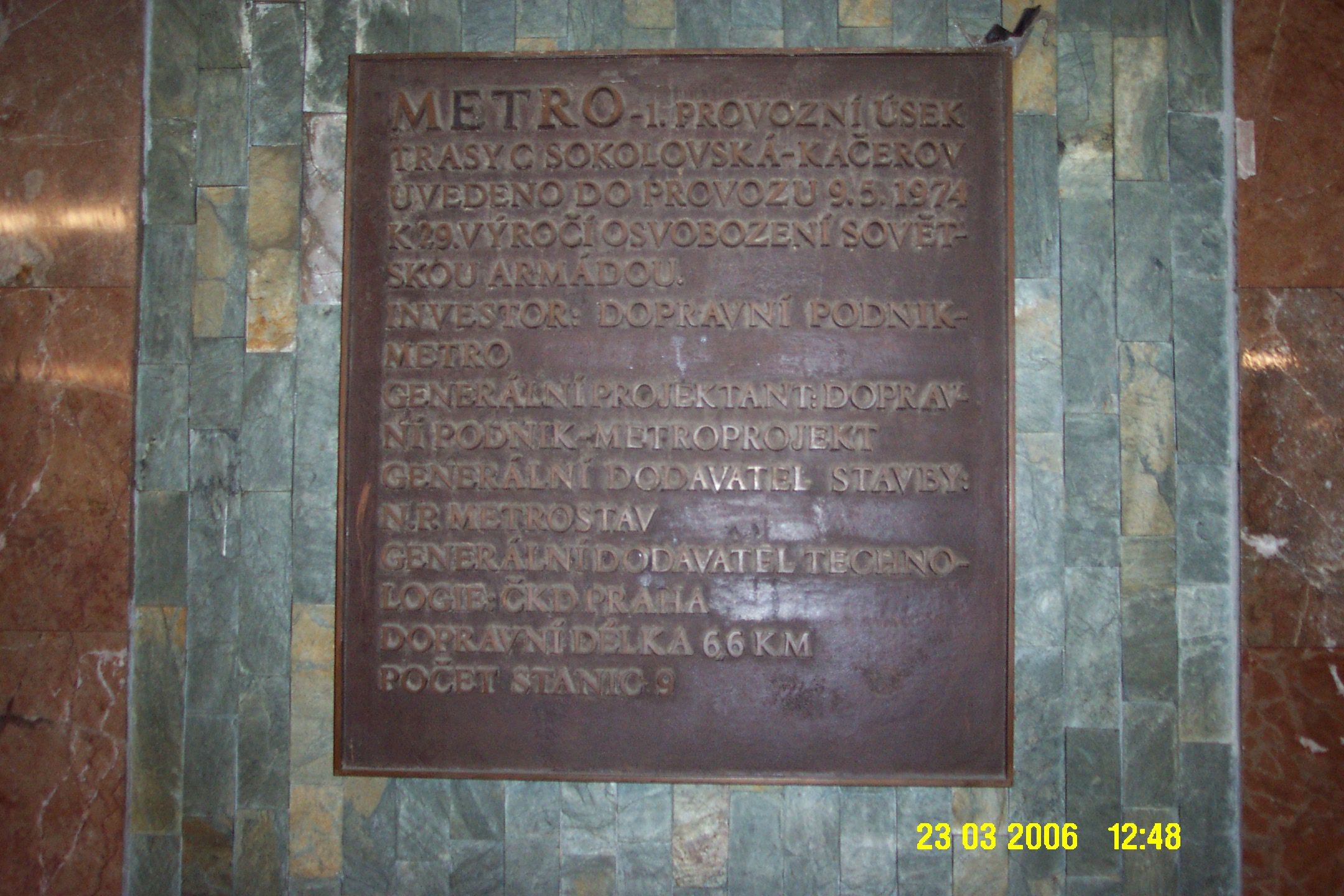
Памятная доска об открытии станции в 1974 году